# 山頂總站
山頂總站（英語：The Peak Terminus）是一個位於香港特别行政区香港島中西區太平山爐峰峽芬梨道凌霄閣內，屬於山頂纜車的纜索鐵路車站，海拔高度398米。

## 車站資料

### 車站介紹
本站是山頂纜車的終點站之一，亦是全香港海拔最高的鐵路車站；於2017年上客月台已安裝半高式月台門，以提升山頂纜車系統及改善現有設施。
2022年8月27日，第六代山頂纜車啟用，山頂站改名為山頂總站，而車站也進行了大翻新，月台閘門由原來金屬欄杆改為玻璃閘門，同步加裝了觸覺引導徑等無障礙設施。

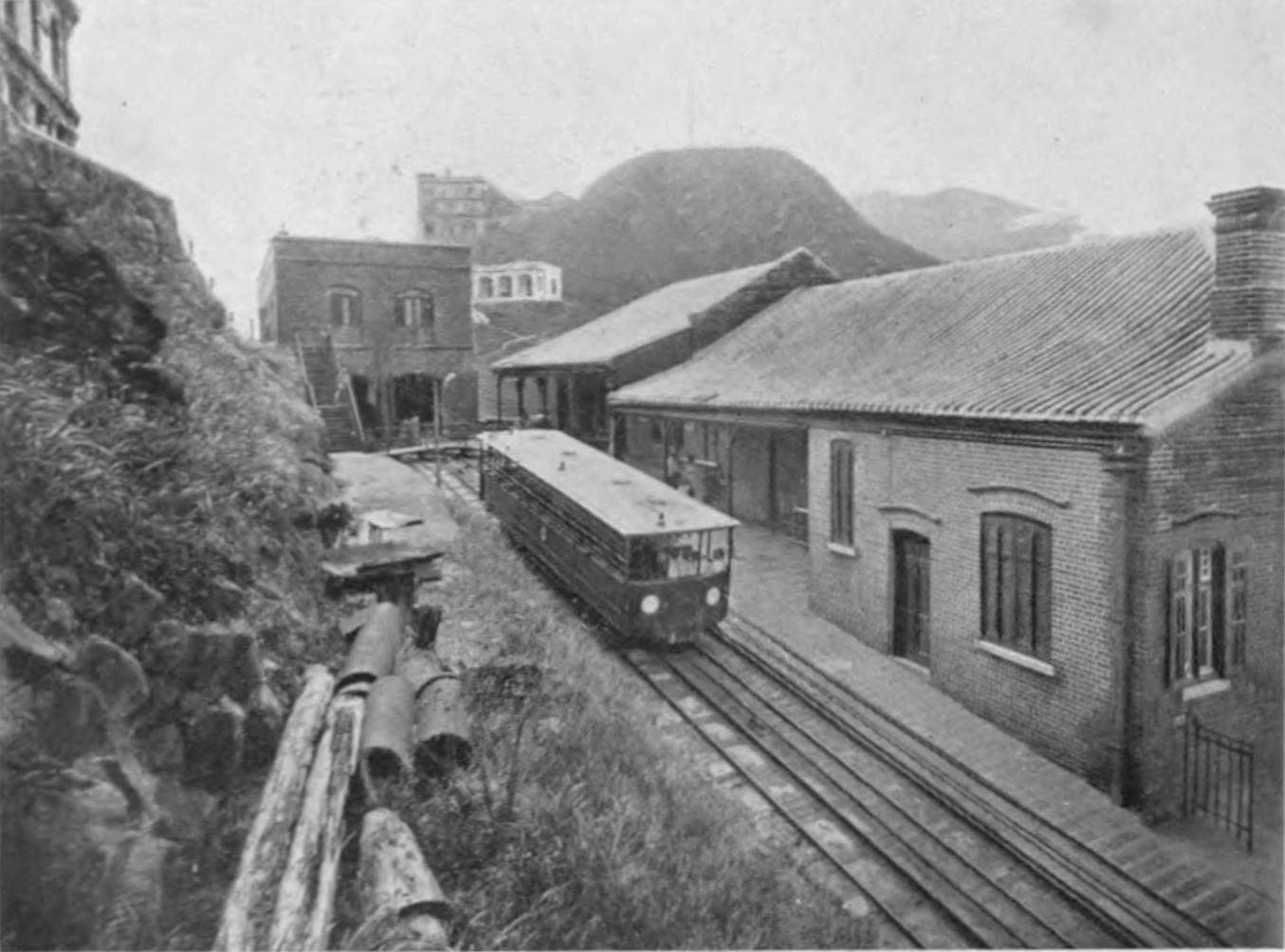
1908年山頂總站
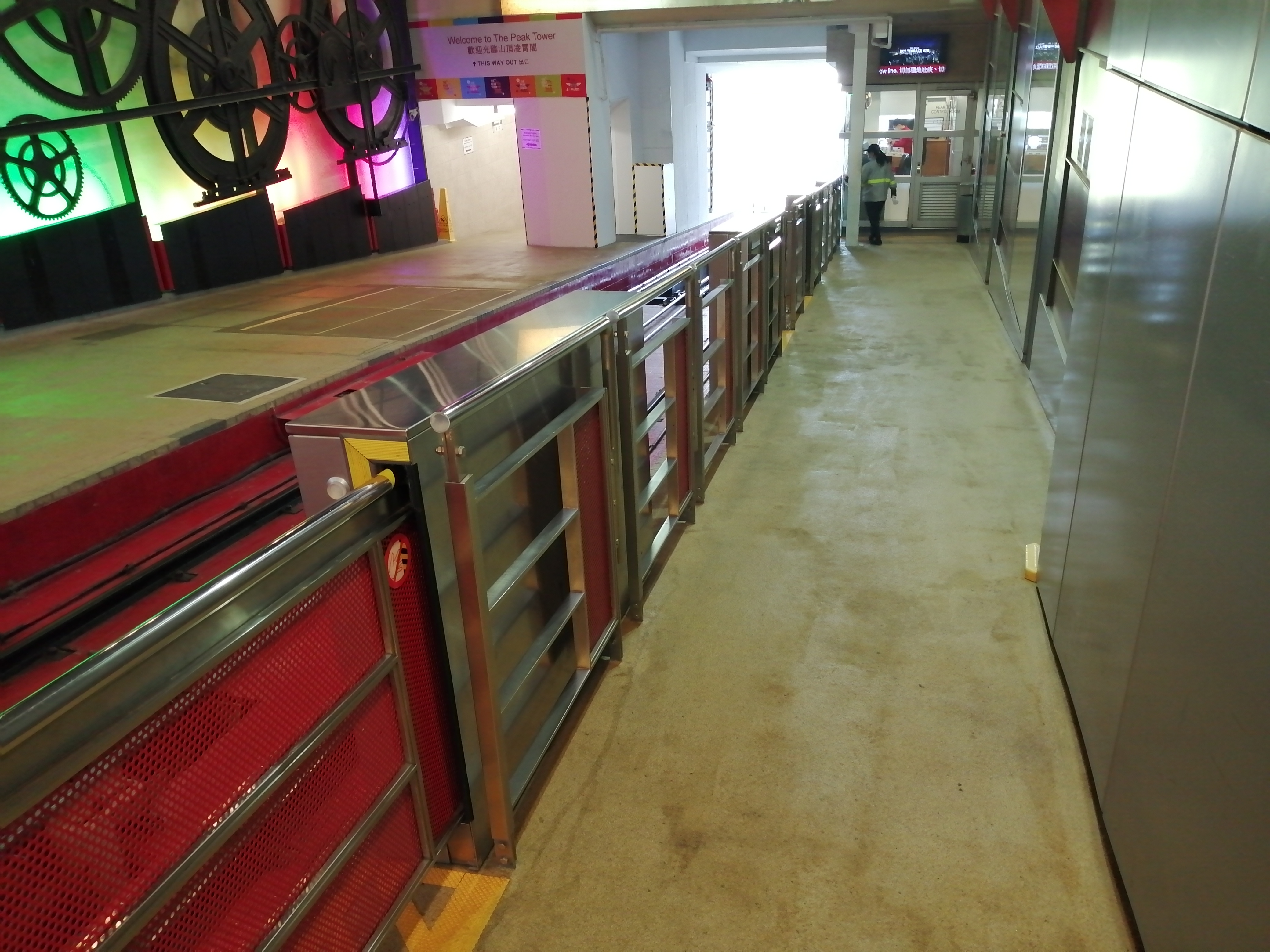
山頂站上車側月台（翻新前）
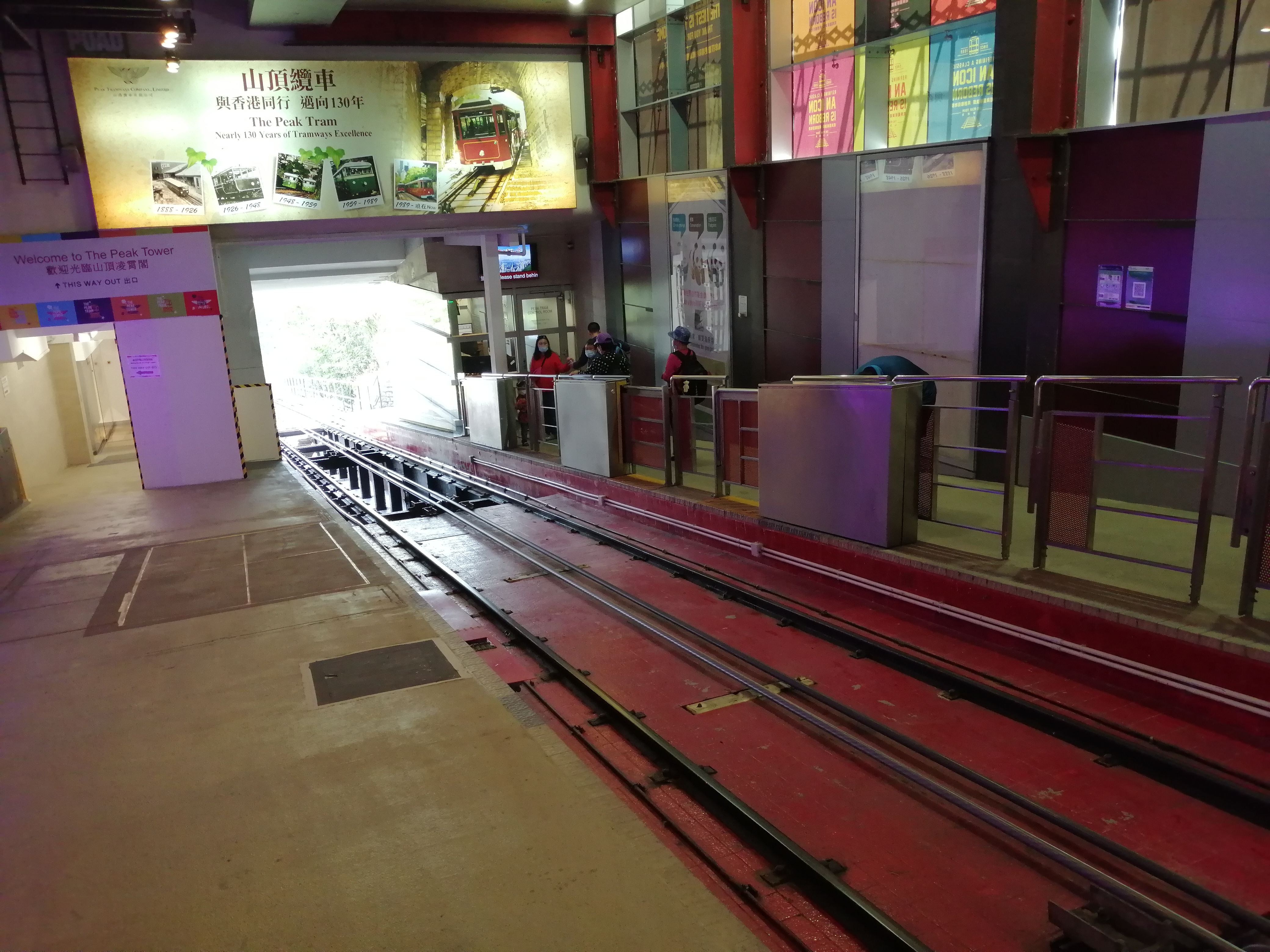
山頂站下車側月台與軌道（翻新前）
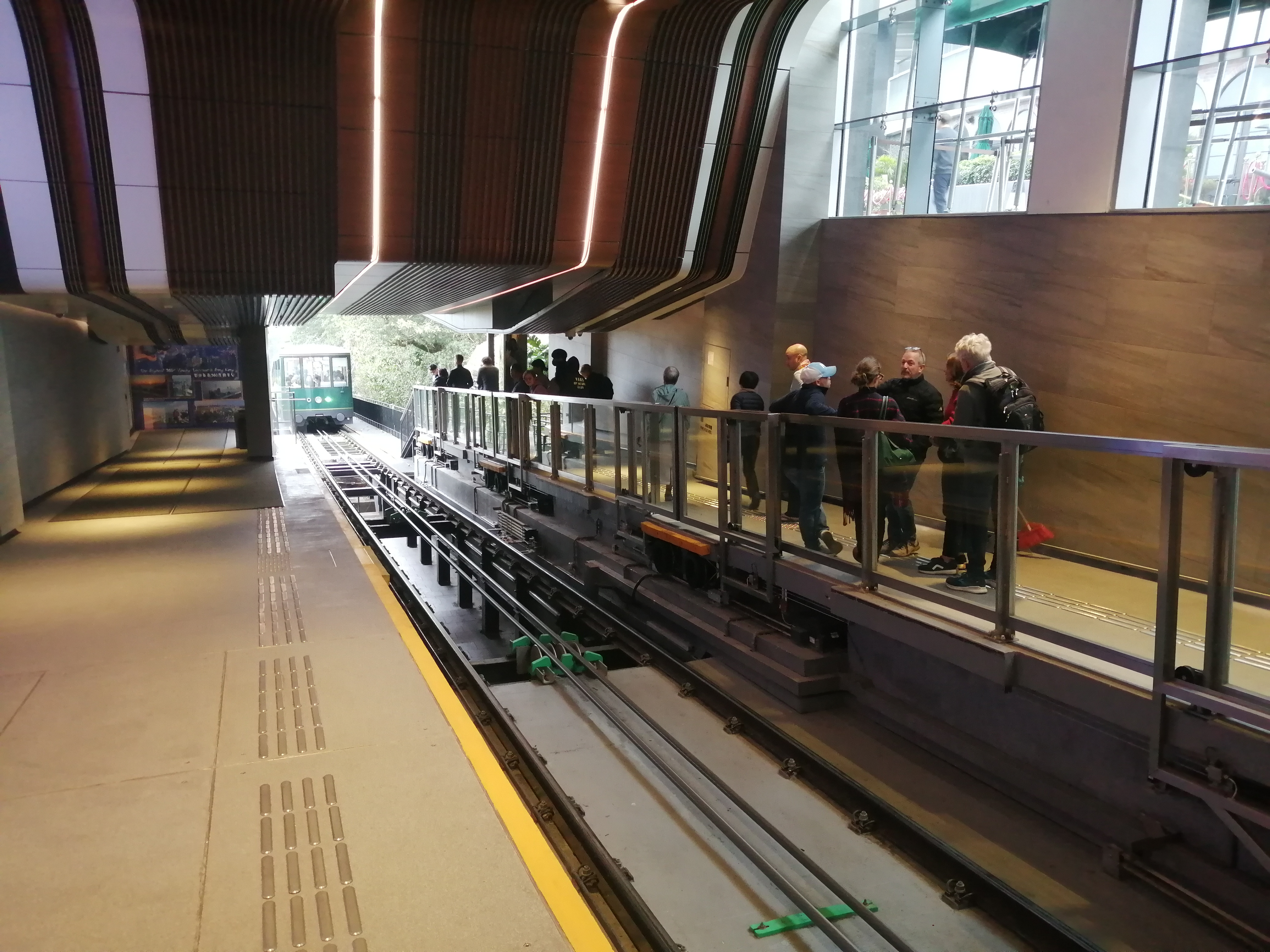
山頂纜車山頂總站月台（翻新後）
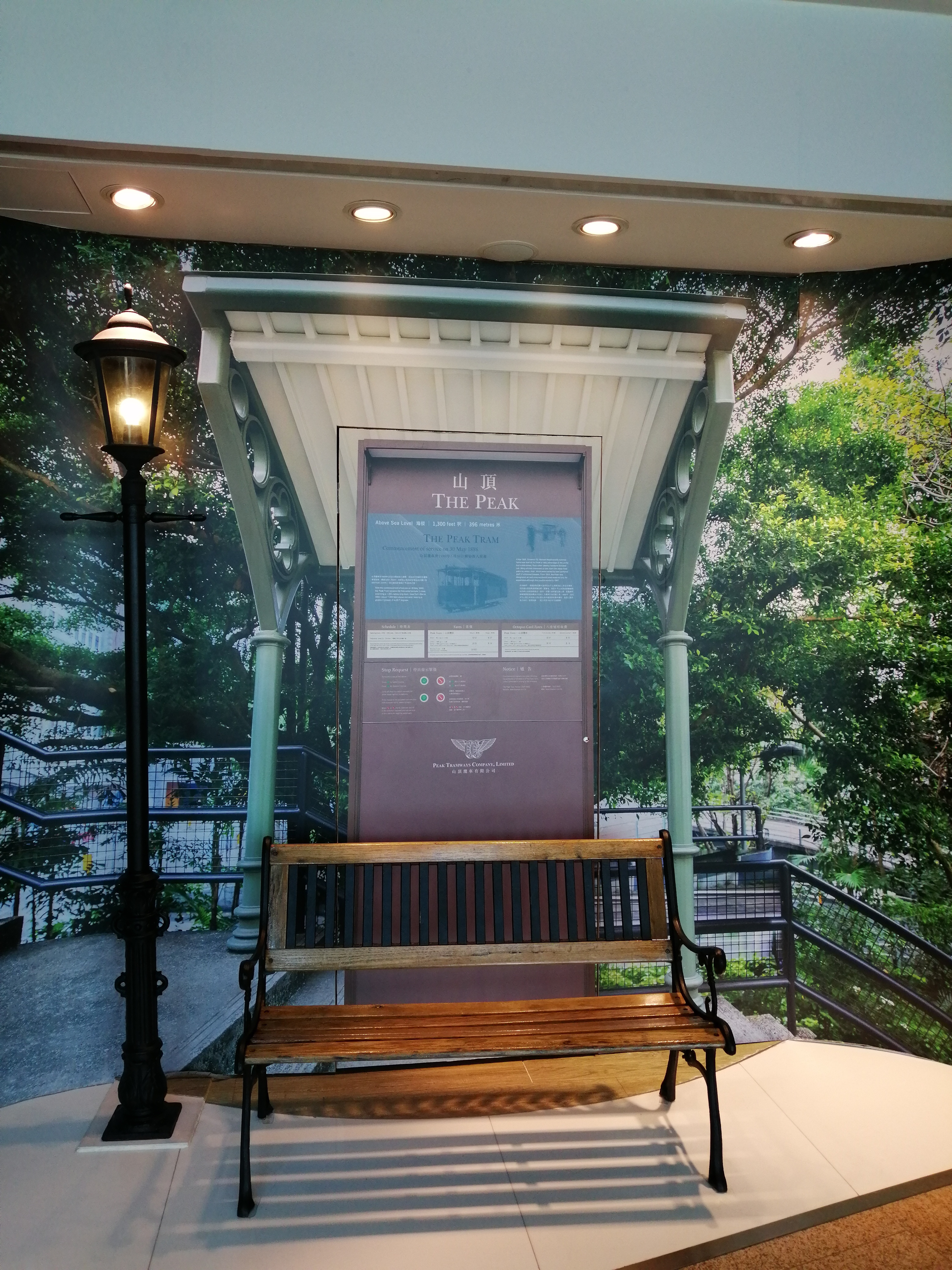
山頂站站牌

### 車站出口
出口設有1個，通往凌霄閣內；而入口則設有2個，通往凌霄閣內（月票及員工／家屬專用）及外（其他乘客）各一個。

## 利用狀況
許多到山頂的旅客，特別是外地旅客都會乘坐山頂纜車到山頂，而該站是到山頂唯一的山頂纜車站，所以有許多遊客也到本站乘車，此外也有太平山市民到本站乘車往港鐵金鐘站轉車前往上班和上學。

## 車站周邊
- 凌霄閣
- 山頂廣場
- 山頂餐廳
- 香港杜莎夫人蠟像館